# Jadwiga Kwapich-Mateńko
Jadwiga Aniela Kwapich-Mateńko (ur. 17 listopada 1933 w Bydgoszczy, zm. 24 grudnia 2020 w Warszawie) – polska reporterka.
Od 1958 była reporterką w pierwszym zespole nowo powstałego Telewizyjnego Kuriera Warszawskiego, z którym związana była przez wiele kolejnych lat. Współtworzyła również telewizyjny program Kronika warszawska.
Była damą Krzyża Oficerskiego Orderu Odrodzenia Polski. Odznaczona również Odznaką 1000-lecia Państwa Polskiego (1967).